# Turning Torso
A HSB Turning Torso egy felhőkarcoló Malmőben, az Öresund szoros partján. A spanyol építész, Santiago Calatrava által tervezett épület építésébe 2001 elején kezdtek bele, és hivatalosan 2005 nyarán nyílt meg. Az 54 szintes torony magassága 190 méter, mellyel Svédország és Skandinávia legmagasabb épületének számít, egyben egyike az Európai Unió legmagasabb lakóépületeinek.

## Az épület
Az épület elkészültéig Malmö legmagasabb épületének a 84 méteres Kronprinsen számított. A Turning Torso megtervezésére Malmö és a HSB vállalat 1999-ben kérte fel Calatravát, látva az épület már korábban, márványból elkészült csavarodó modelljét. Az épület – Calatrava által kigondolt – alapötlete kilenc darab, egyenként ötszintes téglatesten alapul. A téglatestek felfelé haladva az alattuk levőhöz képest valamennyit – tíz fokot – elfordulnak, így a legfelső, kilencedik egység a legalsóhoz képest már 90 fokkal el van fordulva. Az ötlet megvalósítását egy központi mag teszi lehetővé, valamint a statikai egyensúlyt biztosító külső acél merevítő elemek.
Az épület szimbolikus megjelenésének egyik oka a helyi politikusok elképzelése, mely szerint a város és lakói egy markáns építészeti jelet igényelnek. 2002-es elbontásáig a Turning Torsótól kevesebb mint egy kilométerre elhelyezkedő Kockums Crane óriásdaru méreteivel meghatározó eleme volt a malmői városképnek, szimbolizálva a város hajóépítéshez és munkásokhoz kötődő múltját. A Turning Torso modern, extravagáns kinézetével pedig immár az új, megváltozott szerepű, nemzetközivé vált Malmö szimbolikus jelképe.
Az épület építését 2001 nyarán kezdték el, a hivatalos átadásra 2005. augusztus 27-én került sor. Az épület két legalsó egységében irodák, a többiben összesen 149 luxusapartman kapott helyet.

## Elismerések
A Turning Torso 2005-ben elnyerte az Emporis Skyscraper Awardot, mellyel minden évben a legjobb felhőkarcolót díjazzák. A győzelmet – a legnagyobb különbséggel a díj történetében – az ausztrál Gold Coast Cityben felépített Q1 Towerrel, illetve a rotterdami Montevideo Towerrel szemben érte el. 
Az épület 2005-ben elnyerte a Cannes-ban kiosztott MIPIM díjat is a legjobb nemzetközi lakóépület kategóriában, megelőzve a londoni 1 West India Quayt, valamint a floridai Miamiban felépült Espirito Santo Plazát.
A Turning Torso építésének a Discovery Channel ismeretterjesztő adón futott Mérnöki csodák című sorozat egy teljes részt szentelt.

## Érdekességek
2006. augusztus 18-án Felix Baumgartner 190 méteres bázisugrást hajtott végre a Turning Torso tetejéről.

## Galéria

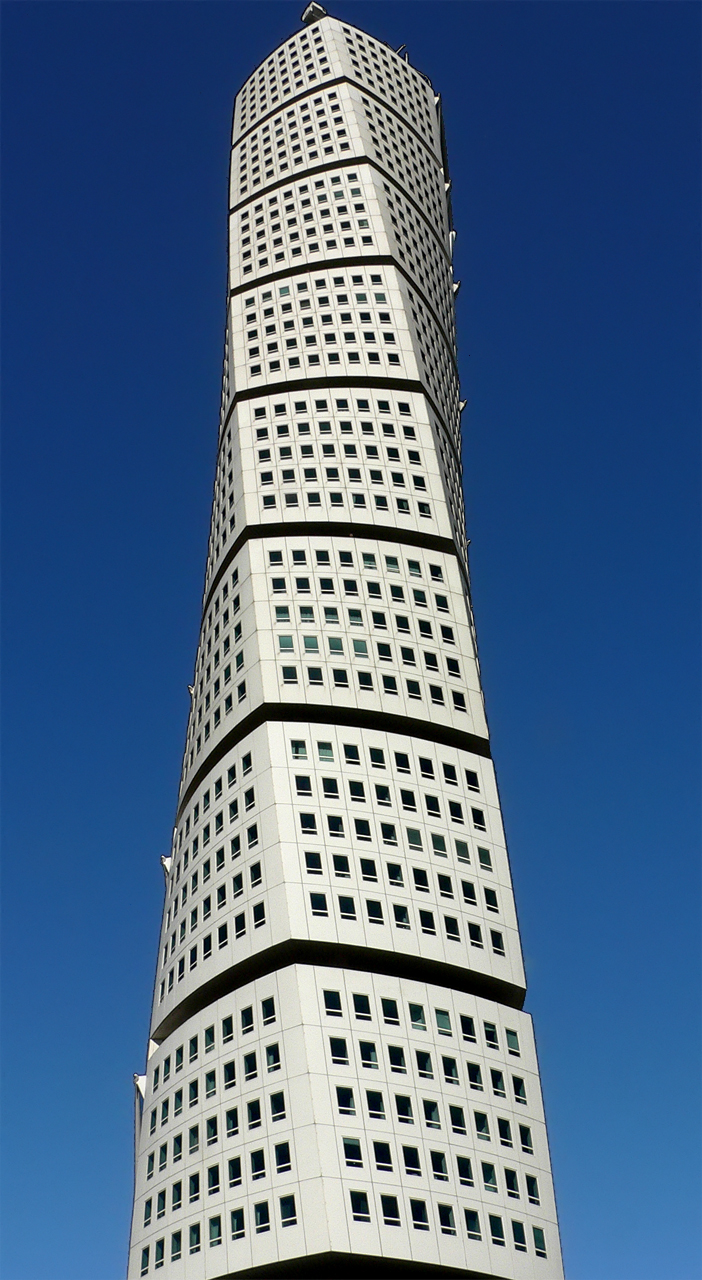
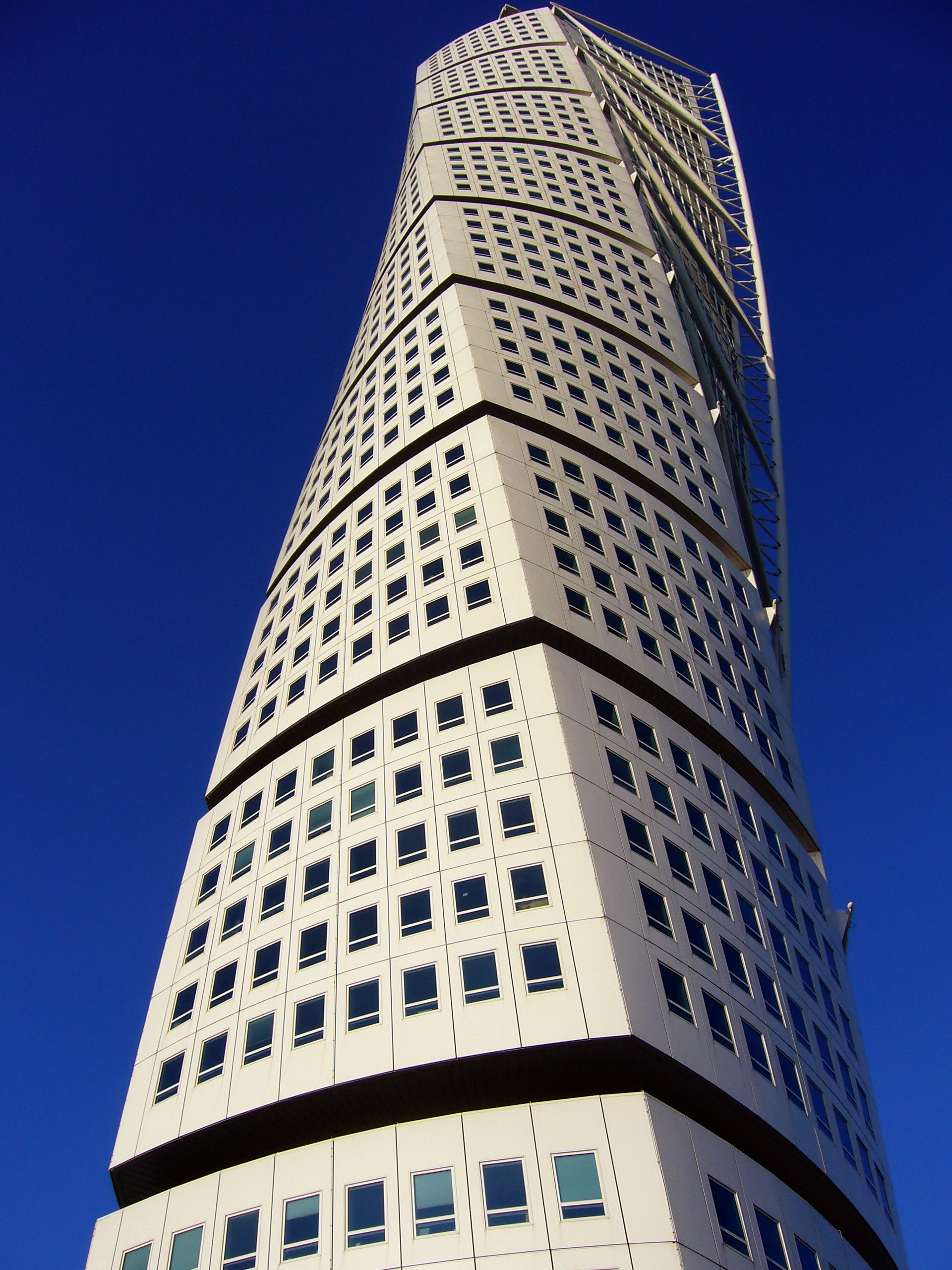
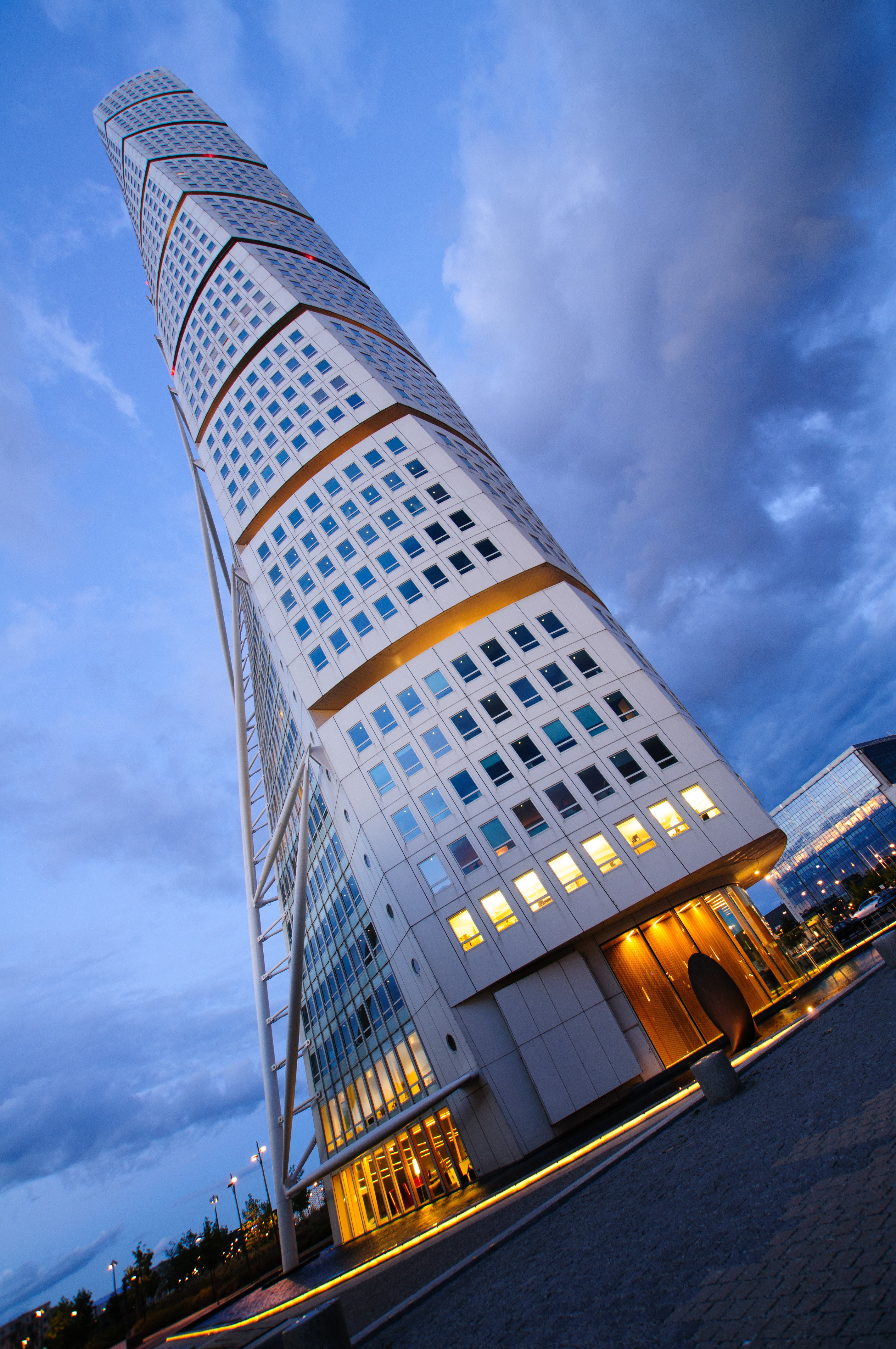
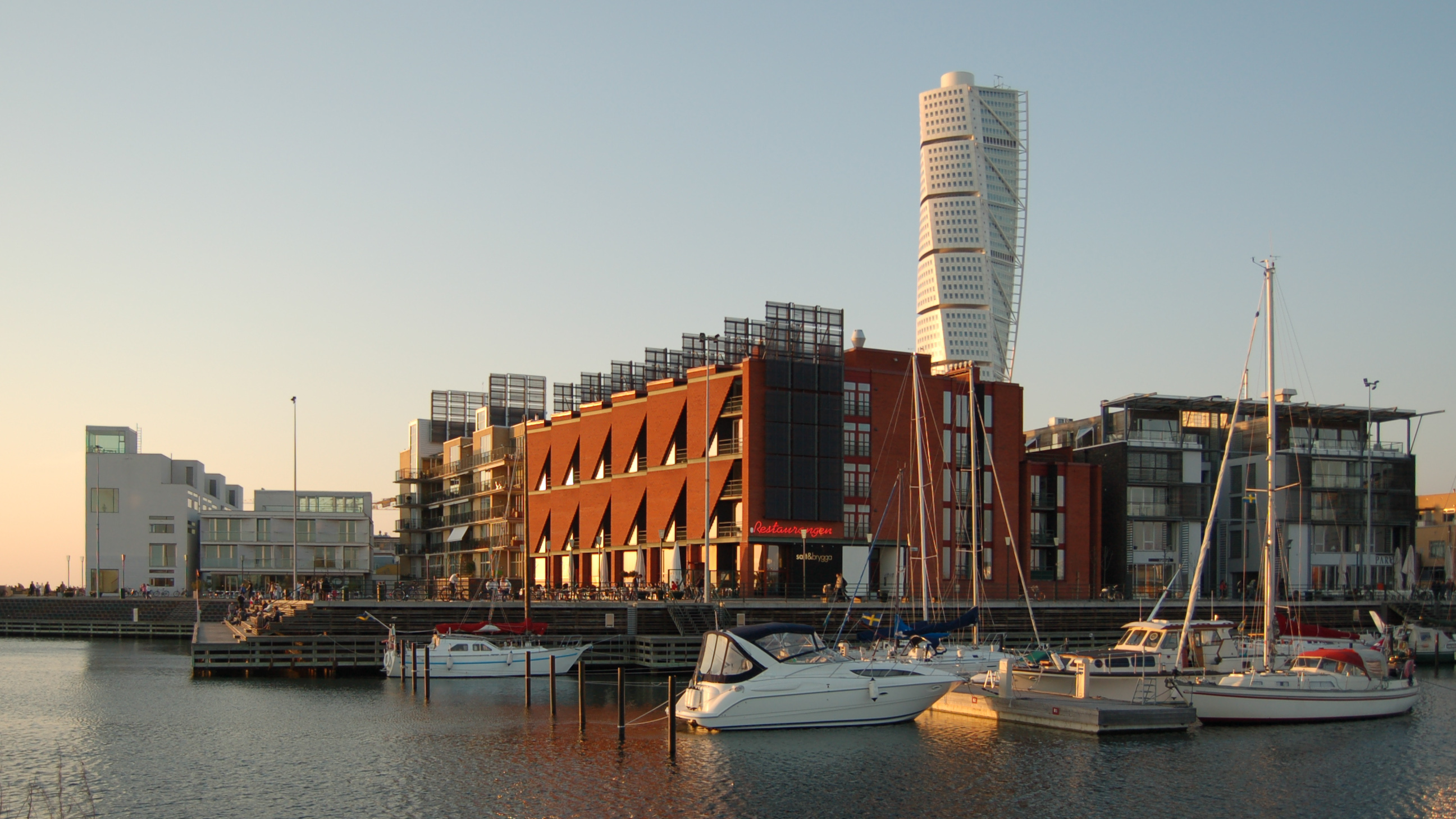
Az épület a kikötőből nézve alkonyatkor...
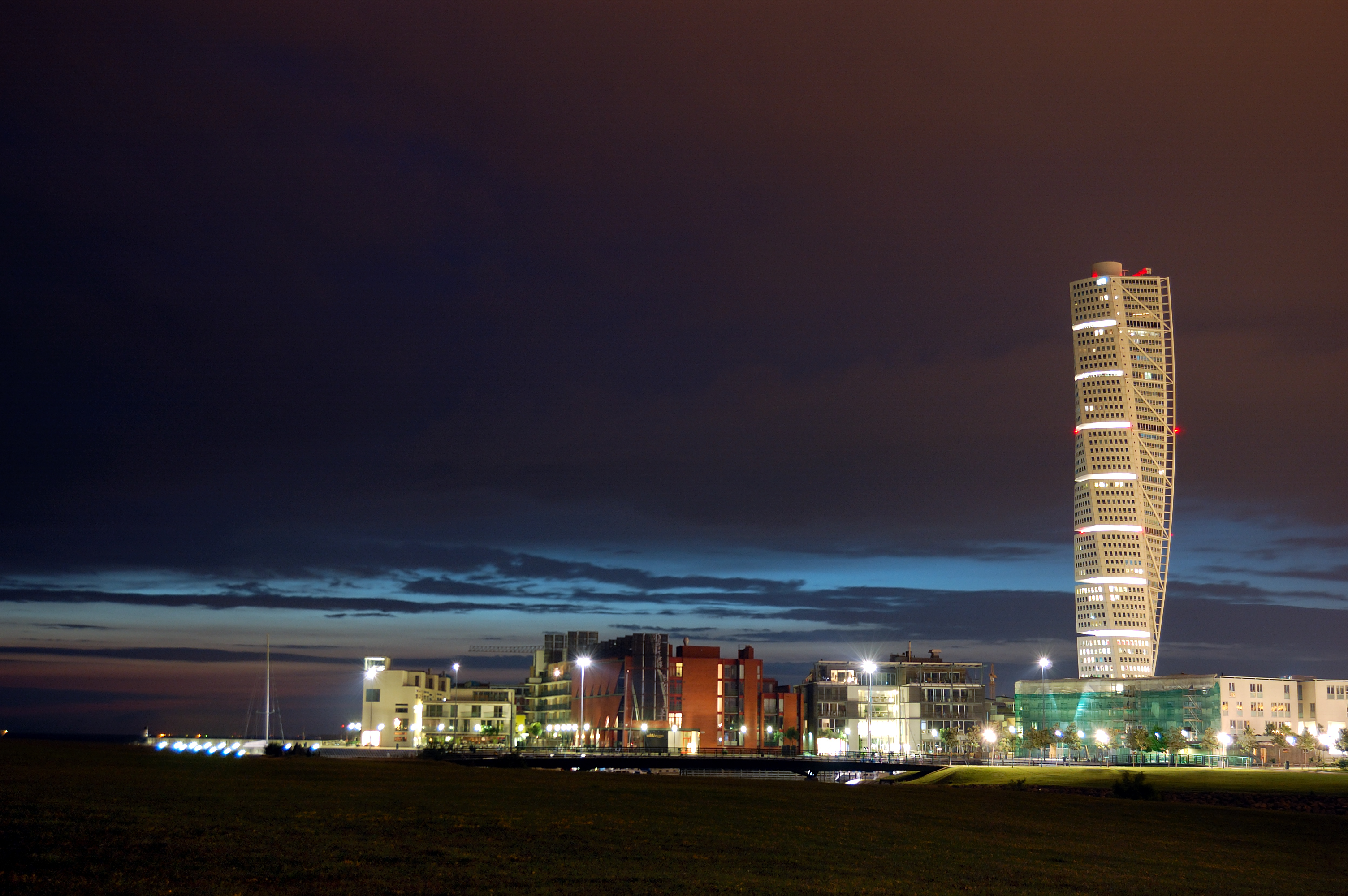
...és éjszaka